# شرکت لوکوموتیو بریتانیای شمالی

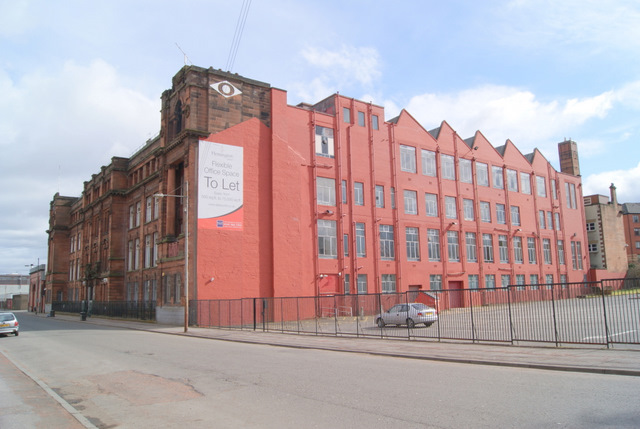
دفتر سابق شرکت

شرکت لوکوموتیو بریتانیای شمالی (انگلیسی: North British Locomotive Company) یک شرکت لوکوموتیوسازی در بریتانیا بوده است.
این شرکت که در گلاسکو قرار داشته است و در سال ۱۹۰۳ تأسیس و در سال ۱۹۶۲ منحل و در شرکت اندرو بارکلی سانز ادغام شده است.

## نگارخانه

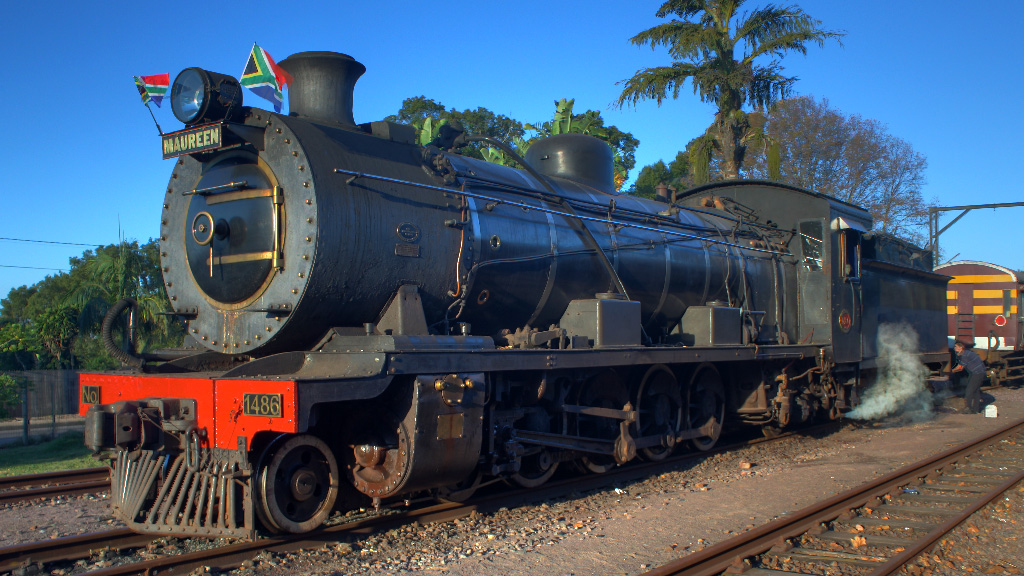
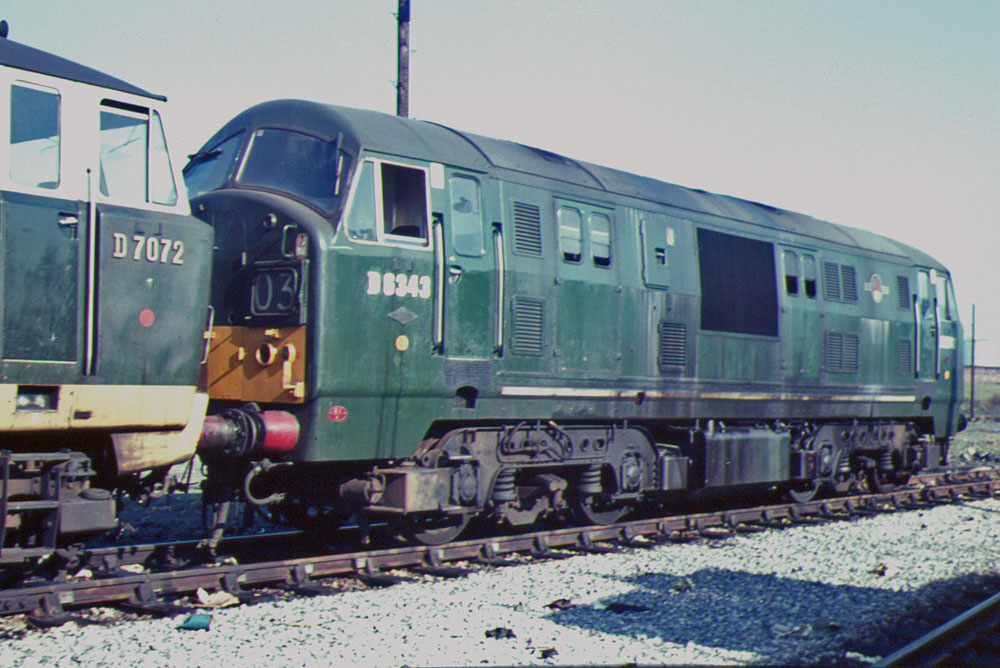
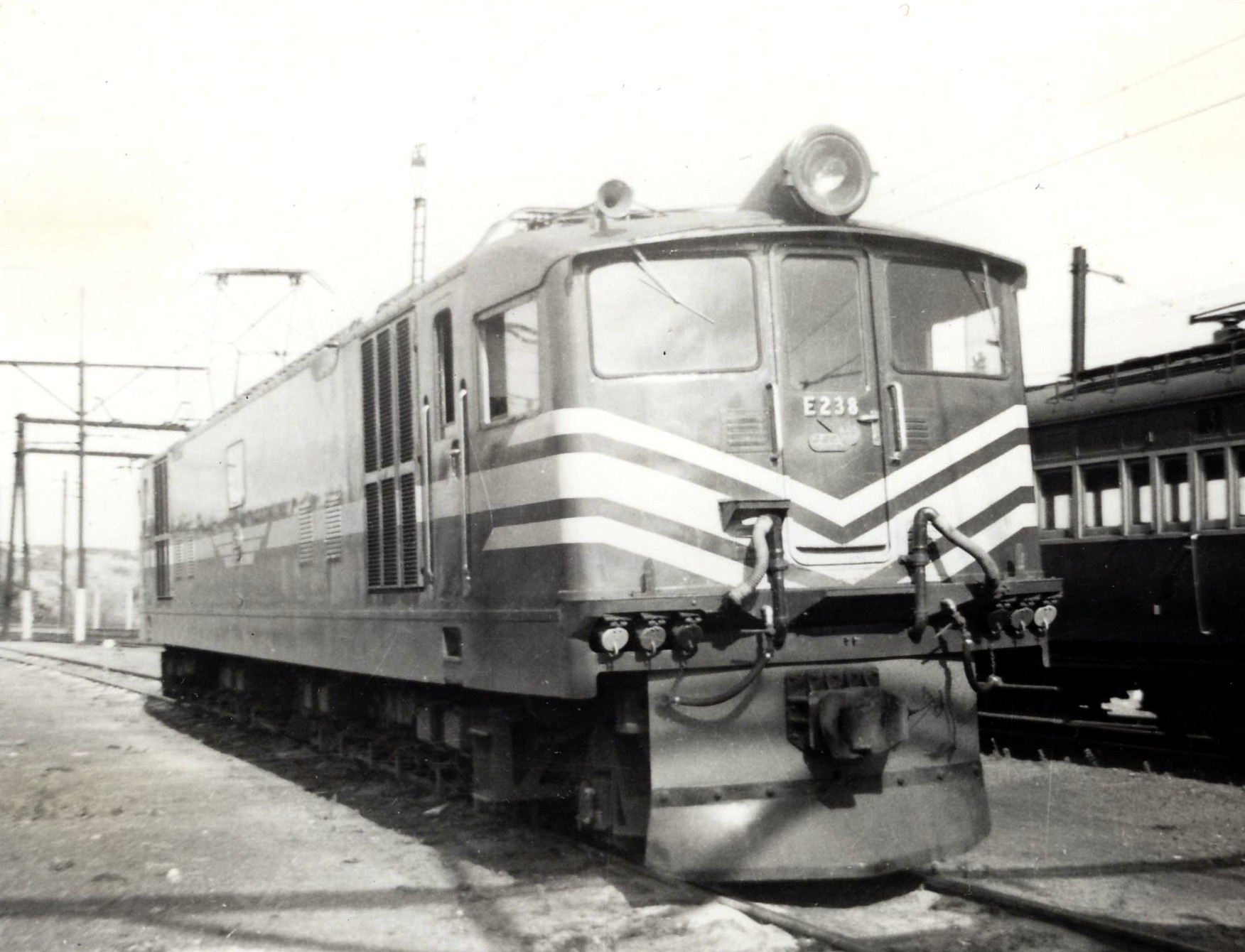
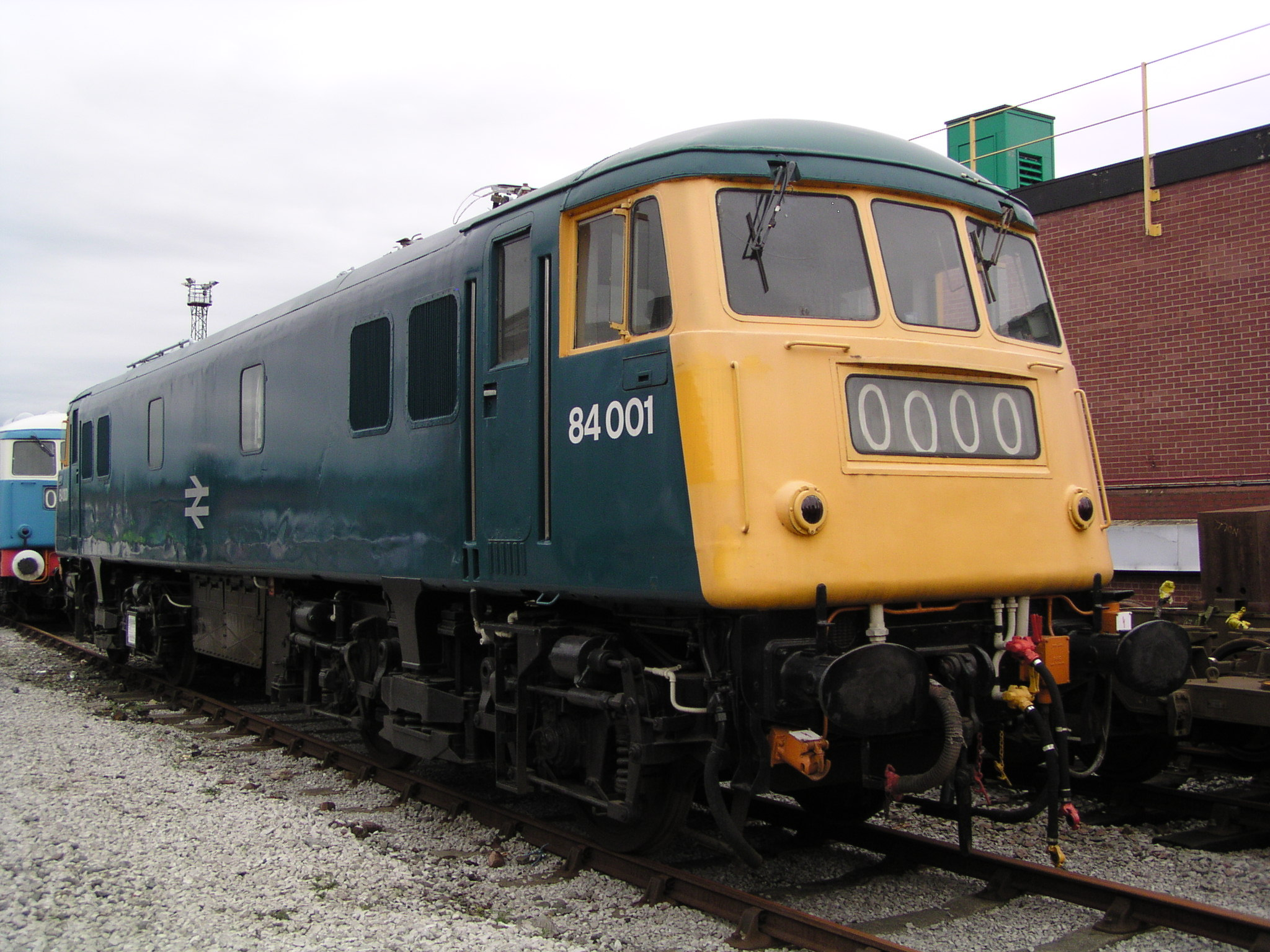